# Frances Kane (cómic)
Frances "Francine" Kane (llamada Magenta o Magneta) es un personaje ficticio de la serie Jóvenes Titanes de DC Comics. Ella es una ex heroína convertida en villana. El personaje apareció por primera vez en The New Teen Titans # 17 (marzo de 1982) como Frances Kane, y debutó como Magenta cinco años después en Teen Titans Spotlight # 16 (noviembre de 1987).
En DC Sampler # 2 aparece un diseño de concepto temprano para Magenta creado por George Pérez. El nombre inicial del personaje era Polara y su combinación de colores consistía en rojo y azul en lugar de magenta y blanco.
Aparece en vivo en la tercera temporada de The Flash interpretada por Joey King.

## Historia de la publicación
Frances Kane apareció por primera vez en New Teen Titans #17 (marzo de 1982), creada por Marv Wolfman y George Pérez. En 1987 el personaje fue modificado para llevar el alias de "Magenta" (por sus colores) o "Magneta" por sus poderes. George Pérez había presentado un diseño del personaje, al que llamó "Polara" en DC Sampler #2 (septiembre de 1984), y los colores de su traje eran rojo y azul en lugar de magenta y blanco. Posteriormente, en Teen Titans Spotlight Vol. 1 #16 (noviembre de 1987) aparece con el alias de "Magenta".

## Biografía del personaje
Conoce a Wally West cuando este tiene siete años. Posteriormente crecen siendo amigos, pero cuando Magenta llega a la edad adulta empieza a exhibir extraños poderes magnéticos. Tras un accidente automovilístico, en el que mueren su padre y su hermano, siendo ella la única superviviente, se convierte en un foco de destructivas energías sobrenaturales, mientras su madre se involucra en brujería y sesiones de espiritismo. Wally lleva a Raven a investigar, y eventualmente todo los miembros titanes comienzan a investigar. Cyborg deduce que las energías son magnéticas y no mágicas, y usa un dispositivo antimagnético creado por S.T.A.R. Labs para curar a Frances.
Wally trata de enseñarle a usar correctamente sus poderes y los dos se enamoran en el proceso. Magenta, que nunca quiso tener sus poderes, solo quiere llevar una vida normal. Los Jóvenes Titanes le ofrecen entrar al grupo, pero ella se niega, por lo que solo es una aliada cuando realmente necesitan su ayuda.
Sale con Wally durante un tiempo, poco después de que él ocupe el puesto de Flash. Lo ayuda a luchar contra Vándalo Salvaje. Más tarde, gana la lotería y se compra una mansión en Middle Hampton, Long Island. Pide a Walli que viva con ella, pero las cosas van demasiado rápido para ella y se muda sola.
A pesar de haberse ido, Frances todavía siente algo por Wally (ciertos sentimientos negativos por no irse con ella). Reaparece mucho más tarde, interrumpiendo un importante juego de béisbol de Central City Stars para llamar la atención de Wally. Ha desarrollado una personalidad oscura, con recuerdos retorcidos de su tiempo con Wally. Tras una batalla en el estadio, Wally logra convencerla de que todavía siente algo por ella y la devuelve a su ser normal. Este episodio no ayuda a las cosas con la novia actual de Wally, Linda Park. Una pequeña charla entre ella y Frances ayuda a sanar algunas de las heridas.
Sus heroicos esfuerzos enmascaran su creciente locura mental. Aunque Frances a menudo decía que era "bipolar", como un juego de palabras sarcástico sobre sus poderes magnéticos, su locura se parece mucho más a un trastorno de personalidad múltiple; todo el estrés y el resentimiento surgen como una identidad nueva y más agresiva, mientras su personalidad "regular" pasa a ser cada vez menos fuerte y tímida. Es posible que sus "trastornos" se deban a sus poderes, ya que también se muestra en el Doctor Polaris (quien tiene poderes similares), aunque su mitad enferma precedió a su carrera de criminal.
Wally, Starfire y Nightwing han estado limpiando el technomob conocido como Combine fuera de Keystone City cuando descubren que hay una bomba plantada en alguna parte de la ciudad. Wally sabe que su sistema crea grandes campos electromagnéticos, campos que sabe que Frances puede detectar. Una vez que encuentran la bomba, Frances no es lo suficientemente fuerte para recogerla. Wally se ve obligado a enfurecerla, como si estuviera en el estadio de béisbol, para darle la fuerza necesaria para deshacerse de la bomba. Después de eso se dan cuenta de que su relación ha terminado, y ella se marcha.
Después de un tiempo, Magenta causa problemas a los Titanes. Usa posteriormente sus poderes para enviar una plataforma gigante que conduce locamente por toda la ciudad, y construye un campo magnético de fuerza para mantener a Wally fuera. Agarra a Linda, que estaba informando del caos, y la atrae hacia el campo. Como todo lo que Wally puede hacer es eliminar los obstáculos en el camino del camión, le corresponde a Linda hacer que Frances se dé cuenta de que Wally no es responsable de sus decisiones, de quién es ella. En el último momento, justo antes de que el camión caiga en una cantera, Frances baja el campo de fuerza y Wally los pone a salvo. Luego, Frances desaparece.

### Culto Cicada y renegados
Frances regresa a Keystone durante un violento levantamiento en el distrito industrial. La policía y Wally tratan de luchar contra los criminales y Frances llega a tiempo para ayudarlos. Sin embargo, cuando los criminales finalmente se van, la agente Julie Jackam intenta arrestarla por sus crímenes anteriores, y Frances usa sus poderes para liberar al Oficial Fred Chyre en el proceso. Flash la coge y se da cuenta del error que cometió, después de lo cual decide ir con la policía.
Flash la visita poco después e intenta disculparse por sus errores del pasado, pero Frances lo ataca sin razón aparente. Cuando Flash se quita la máscara, se revela finalmente que ha sido poseída y que ahora es parte del Culto Cicada. La pelea continúa hasta que Frances gana y arrastra a Flash al Templo del Culto Cicada, cuyos seguidores matan con dagas en forma de rayo a todos aquellos a los que Flash ha salvado. Colocan a Flash en un altar de sacrificios y Cicada lo apuñala para absorber su fuerza vital y conseguir revivir a su esposa. Frances se acerca a Flash para ver la tortura de cerca, pero Flash proyecta su energía eléctrica hacia ella, transformándola en un imán gigante. Una ola masiva de elementos metálicos entierra a Frances y cuando Cicada es derrotado, huye del lugar, libre del control del villano.
A continuación, Frances decide unirse a los Renegados, liderados por Blacksmith. Como parte de ese nuevo grupo criminal, se asocia con Girder. Utiliza sus poderes magnéticos para evitar que se oxide y ayuda a Murmur en un crimen antes de enfrentarse a Flash. Causando estragos y arriesgando la vida de las personas, Magenta y los demás distraen el tiempo suficiente para poder escapar.

### Rogue War
En la historia de 2005 "The Flash: Rogue War", se la ve en las filas de los Enemigos Reformados de Jesse James (con él estaban Heat Wave y Pied Piper). Cuando atacan al grupo del Capitán Frío, el Mago del Clima los derrota.

### Salvation Run
Aparece en las filas de la nueva Liga de la Injusticia y es una de los delincuentes exiliados en Salvation Run. En la Tierra, se une a The Revenge Squad, un grupo de criminales cuyos poderes tienen efectos sobre los metales y las partes cibernéticas reunidas por el misterioso Sr. Orr, a pedido de Enclave M, para capturar al superhéroe Cyborg e invertir sus descubrimientos y tecnologías para uso militar. Cyborg le da una poderosa descarga eléctrica que la deja inconsciente, sin saber dónde está o qué ha hecho, pero incluso así es capaz de reconocer a su antiguo compañero de equipo.

### Los nuevos 52
En The New 52 (un reinicio de toda la continuidad del universo DC), Magenta aparece por primera vez en Flash Vol.4 #50, creada por Van Jensen, Jesús Merino y Paul Pelletier. Su personaje sufre algunos cambios en su apariencia, utilizando ahora una capa magenta y un traje azul en vez de blanco y su pelo cambia de amarillo a negro.

## Poderes y habilidades
Su poder principal consiste es manipular los campos electromagnéticos, y por lo tanto, principalmente los metales, pudiendo atraerlos o repelerlos. Se desconoce la cantidad máxima de materia que puede manipular al mismo tiempo.
Sus habilidades se extienden al nivel atómico, lo que le permite manipular estructuras químicas y reorganizar la materia, aunque a menudo es una tarea difícil para ella. Puede manipular una gran cantidad de objetos individuales simultáneamente y con sus poderes ha sido capaz de ensamblar maquinaria compleja. En menor grado, también puede influir en objetos no metálicos y no magnéticos, y puede hacerse a sí misma y a otros levitar (nuevamente al controlar campos electromagnéticos). También puede generar fuertes impulsos electromagnéticos y generar y manipular energía electromagnética hasta el nivel de fotones. 
Otra forma en la que a menudo usa su poder es proyectando campos de fuerza que pueden bloquear selectivamente la materia y la energía. Estos campos son lo suficientemente fuertes como para resistir la detonación de múltiples armas termonucleares, por lo que ella es invulnerable a mucho daño cuando está rodeada por su escudo, gracias al cual puede sobrevivir temporalmente en el espacio profundo. También puede canalizar sus poderes a través de su cuerpo para aumentar su resistencia y duración mucho más allá de los límites humanos y tiene un tiempo de reacción básico quince veces más corto que el de los seres humanos normales. En una ocasión altera el comportamiento de los campos gravitacionales a su alrededor, lo que se atribuye a la existencia de un campo unificado que puede manipular.

## En otros medios

### Televisión
- Aparece en la tercera temporada de The Flash, interpretada por Joey King.[14] Frankie Kane es una huérfana metahumana que vivía con su abusivo padre adoptivo John James y su esposa Karen James. Su personalidad dividida se refiere a sí misma como Magenta y tanto ella como Frankie se ven afectados por los cambios temporales de la línea de tiempo de Flashpoint y obtienen la capacidad de controlar el metal tras conocer al Doctor Alchemy. Ataca a John James en varias ocasiones. Después de que Flash la critique, se la ve en S.T.A.R. Labs, donde le dicen que John James será procesado y que Caitlin Snow ha encontrado un hogar mejor para ella. Cuando Frankie pregunta qué sucede cuando resurge su personalidad Magenta, Barry Allen le dice que debe luchar y llamarlos si necesita ayuda para lidiar con Magenta. En el episodio "Maratón", que tiene lugar en algún momento después de Crisis en Tierras Infinitas, aparecen imágenes de Frankie y su lado Magenta en la carpeta "Quién es Quién" de Vibe de personajes cuyo estado sobre la formación de Tierra-Prime es desconocido. Frost menciona que Magenta le caía bien.